# FC Veris Chișinău
FC Veris Chișinău, fondat ca FC Veris Drăgănești, este un club de fotbal din Chișinău, Republica Moldova. Clubul a fost fondat pe 26 mai 2011 în Drăgănești, Raionul Sîngerei. În ultimele sezoane echipa a evoluat în Divizia Națională, înainte de a se retrage din campionat în data de 4 decembrie 2014.

## Istoric

Logo-ul anterior al clubului (2011–2013)

În primăvara anului 2011 un grup de tineri din satul Drăgănești, raionul Sîngerei, s-a adresat la omul de afaceri Vladimir Niculăiță cu rugămintea de a crea un club de fotbal, care să participe în campionatul raional.
Ajutat pe banca tehnică de Sergiu Hăidău (ex-jucător la Zimbru), care va rămâne în istorie ca primul antrenor al echipei Veris, Vladimir Niculăiță și-a făcut debutul ca patron și antrenor în campionatul din raionul Sîngerei. De remarcat faptul că prin raioanele Moldovei campionatele încep primăvara și se termină toamna. După prima jumătate a turneului, Veris era pe locul secund, cu un punct în spatele liderului, dar cu un meci mai puțin disputat și cu un golaveraj de 84-2.
Patronul echipei Veris a decis să înscrie echipa în Divizia B a campionatului Moldovei, trecând licențierea și formalitățile necesare. Astfel, Veris și a început evoluția în Divizia B, din vara anului 2011, în noul sezon fotbalistic 2011-2012.
Pe data de 26 mai 2011, Veris Drăgănești a fost înregistrat oficial în calitate de club de fotbal cu acte în regulă.
FC Veris Drăgănești a făcut o campanie de achiziții răsunătoate pentru o echipă de valoarea ligii a treia. L-a adus pe antrenorul Igor Ursachi, iar odată cu el au fost cooptați foștii internaționali Alexandru Golban și Corneliu Popov. Lor li s-au alăturat Alexandru Tracalov și Alexandru Mereuță, toți patru fiind discipolii lui Ursachi la Dacia Chișinău. Fostul arbitru de Divizia Națională, Vasile Carp a devenit director sportiv. De la Zimbru Chișinău, a venit fundașul Ion Popușoi, iar de la CF Găgăuzia - fostul jucător al Sheriff-ului, Iurie Romaniuc. Peste o jumătate de an, în pauza de iarnă, Veris avea să facă cea mai de răsunet achiziție - fostul golgheter al naționalei Moldovei, Viorel Frunză. Cu o asemenea componență Veris a defilat prin Divizia B, câștigând la pas competiția și adjudecându-și calificarea în Divizia „A”.
Din anul 2012, echipa s-a mutat la Chișinău și și-a schimbat numele în FC Veris Chișinău.
În ianuarie 2013, Veris a semnat un contract cu antrenorul român Dănuț Oprea. La începutul lunii mai 2013 a fost prezentat noul manager general al Veris Chișinău, Alexandru Grecu. În iulie 2013, a fost prezentat noul vicepreședinte al clubului, Ion Gheorghiu.
Sezonul 2012/13 a fost unul deosebit pentru FC Veris. Echipa a ajuns până în finala Cupei Moldovei și a devenit câștigătorea Diviziei A, stabilind mai multe recorduri în fotbalul moldovenesc (vezi secțiunea #Recorduri). Veris a încheiat campionatul în Divizia A cu un golaveraj de 103-5, iar vedeta echipei Viorel Frunză a devenit golgheterul Diviziei „A”, cu 30 de goluri marcate.
Veris a ajuns în Divizia Națională în postură de finalistă a Cupei Moldovei. La primul sezon în Divizia Națională, Veris a reușit un rezultat foarte bun – a terminat sezonul 2013/2014 pe locul 3, cucerind medaliile de bronz cu trei etape înainte de finalul competiției.
Datorită acesei perfomanțe, pe 3 iulie 2014 Veris a debutat în UEFA Europa League, împotriva echipei bulgare Litex Loveci. Meciul de „acasă”, de pe stadionul CPSM din Orhei s-a încheiat la egalitate, scor 0-0. În returul din Bulgaria, Veris a cedat cu 0-3.

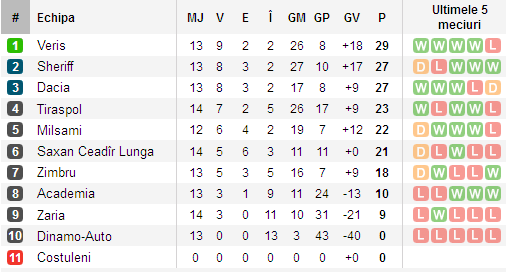
Clasamentul Diviziei Naționale înainte de retragerea lui Veris

În data de 4 decembrie 2014, coducerea clubului a decis să retragă echipa din campionatul Moldovei, declarându-se nemulțumită de arbitrajul dintr-un meci recent cu Sheriff Tiraspol în Cupa Moldovei, pierdut cu 0–1. La momentul retragerii echipa se afla pe prima poziție în Divizia Națională 2014-2015. La ședința Comitetului de Competiții al FMF din 5 decembrie 2014, federația a luat act de situție și a definitivat excluderea clubului din campionat.
Până la retragerea din campionat Veris avea regulat jucători la naționala Moldovei, printre care Petru Racu, Viorel Frunză, Artiom Gaiduchevici, Sergiu Cojocari, Vladislav Ivanov, Denis Calincov și Andrei Bugneac.

## Echipament și sponsori
| Anii      | Producătorul echipamentului | Sponsor  |
| --------- | --------------------------- | -------- |
| 2011–2012 | Legea                       | -        |
| 2012–2013 | Legea                       | Moldcell |
| 2013–2014 | Joma                        | Moldcell |

## Ultimele sezoane
| Sezon   | Liga                   | Loc | V  | E | P | GM  | GP | P  | Cupa Moldovei | Golgheter (campionat) |
| ------- | ---------------------- | --- | -- | - | - | --- | -- | -- | ------------- | --------------------- |
| 2011-12 | Divizia „B” Nord (III) | 1   | 20 | 0 | 0 | 84  | 2  | 60 | Runda a doua  |                       |
| 2012-13 | Divizia „A” (II)       | 1   | 24 | 2 | 2 | 103 | 5  | 74 | Finalistă     | Viorel Frunză – 30    |
| 2013-14 | Divizia Națională      | 3   | 21 | 8 | 4 | 74  | 25 | 71 | Semifinale    | Viorel Frunză – 18    |

## Evoluții în Europa
| Sezon   | Competiția         | Runda | Adversar     | Acasă | Deplasare | Scor general |
| ------- | ------------------ | ----- | ------------ | ----- | --------- | ------------ |
| 2014–15 | UEFA Europa League | Q1    | Litex Loveci | 0–0   | 0–3       | 0–3          |

Note
- Q1: Primul tur preliminar

## Palmares
- Divizia Națională
  - Locul 3: 2013–14

- Cupa Moldovei
  - Finalistă: 2012-2013

- Divizia „A”
  - Câștigătoare: 2012-2013

- Divizia „B” Nord
  - Câștigătoare: 2011-2012

## Recorduri
În sezonul 2012-2013 Veris a stabilit mai multe recorduri în fotbalul moldovenesc:
- Cel mai mare scor din istoria fotbalului moldovenesc înregistrat în diviziile superioare: 17-0 cu Maiak Chirsova
- Calificarea în finala Cupei Moldovei din postură de club din liga a doua valorică - premieră absolută pentru Republica Moldova
- Record național privind minutele de joc fără gol primit în ligile superioare: 1288 minute fără gol - noul record national a fost înregistrat de portarul Sergiu Diaconu
- Record în istoria Diviziei A, privind diferența de golaveraj pe un sezon competițional: Veris Chișinău a încheiat campionatul în Divizia A 2012-2013 cu un golaveraj de 103-5, ceea ce înseamnă o diferență de 98 de goluri.
- Record național privind numărul de goluri primate într-un sezon competițional în ligile superioare: Veris Chișinău a încasat doar 5 goluri în sezonul 2012-2013 al Diviziei A
- Serii de meciuri fără înfrângeri: Veris Chișinău a avut 2 serii incredibile de victorii: una formată din 3 meciuri consecutive câștigate la o diferență de 6 sau mai multe goluri (etapele 9-11: Victoria 6-0, Locomotiva 6-0 și Maiak 7-0) și alta compusă din 4 partide la rând câștigate la o diferență de 4 sau mai multe goluri (etapele 19-22: Zimbru 4-0, Edineț 8-0, Tighina 4-0 și SG Suruceni 8-0)
- Cel mai bun marcator într-un sezon de Divizia „A”: atacantul lui Veris, Viorel Frunză, cu 30 de goluri marcate în sezonul 2012-2013

## Lotul echipei
Ultimul lot al echipei, înainte de retragere.
Actualizat la data de 22 octombrie 2014.
| Nr. |                   | Poziție | Jucător             |
| --- | ----------------- | ------- | ------------------- |
| 1   | Republica Moldova | P       | Sergiu Diaconu      |
| 2   | Republica Moldova | F       | Ion Popușoi         |
| 3   | Republica Moldova | F       | Corneliu Popov      |
| 4   | Republica Moldova | F       | Andrian Cașcaval    |
| 5   | Republica Moldova | F       | Sergiu Cojocari     |
| 6   | Republica Moldova | F       | Alexandr Cucerenco  |
| 7   | Republica Moldova | M       | Nicolae Josan       |
| 8   | Republica Moldova | M       | Cristian Cîrlan     |
| 9   | Republica Moldova | A       | Mihail Țurcan       |
| 10  | Republica Moldova | A       | Viorel Frunză       |
| 12  | Republica Moldova | P       | Artiom Gaiduchevici |
| 15  | Republica Moldova | A       | Ion Ursu            |
| 16  | Republica Moldova | M       | Alexandru Antoniuc  |
| 17  | Republica Moldova | M       | Vladislav Ivanov    |

| Nr. |                   | Poziție | Jucător             |
| --- | ----------------- | ------- | ------------------- |
| 20  | Republica Moldova | M       | Sergiu Mocanu       |
| 22  | Republica Moldova | M       | Eugen Zasavițchi    |
| 23  | Republica Moldova | A       | Maxim Antoniuc      |
| 24  | Republica Moldova | M       | Dan Pîslă           |
| 25  | Republica Moldova | F       | Petru Racu          |
| 26  | Republica Moldova | F       | Ion Morgun          |
| 32  | Serbia            | M       | Vladimir Bogdanović |
| 33  | Republica Moldova | A       | Vadim Cemîrtan      |
| 50  | Republica Moldova | M       | Denis Calincov      |
| 77  | Republica Moldova | F       | Dumitru Bacal       |
| 88  | Republica Moldova | A       | Andrei Bugneac      |
| 99  | Republica Moldova | P       | Adrian Pătraș       |
|     | Rusia             | F       | Anton Grigoriev     |

Antrenor
- Lilian Popescu

## Istoric antrenori
- Igor Ursachi (1 iulie 2011 – 4 mai 2012)
- Dănuț Oprea (12 ianuarie 2013 – 28 octombrie 2013)
- Igor Dobrovolski (30 octombrie 2013 – 9 martie 2014)
- Lilian Popescu (10 martie 2014 – decembrie 2014)

## Conducerea clubului
Actualizat 22 august 2014